# Игра престолов (4-й сезон)
Четвёртый сезон фэнтезийного драматического сериала «Игра престолов», премьера которого состоялась на канале HBO 6 апреля 2014 года, а заключительная серия вышла 15 июня 2014 года, состоит из 10 эпизодов и основан на второй половине романа Джорджа Р. Р. Мартина «Бури мечей» с элементами из романов «Пир стервятников» и «Танец с драконами».

## Эпизоды
| № общий | № в сезоне | Название                                          | Режиссёр        | Автор сценария              | Дата премьеры  | Зрители в США (млн) |
| --- | ---------- | ------------------------------------------------- | --------------- | --------------------------- | -------------- | ------------------- |
| 31 | 1          | «Два меча» «Two Swords»                           | Д. Б. Уайсс     | Дэвид Бениофф и Д. Б. Уайсс | 6 апреля 2014  | 6,64                |
| В Королевской Гавани по приказу лорда Тайвина Ланнистера валирийский меч Лёд, принадлежавший Эддарду Старку, расплавляют и куют из него два новых, владельцем одного из них становится Джейме Ланнистер. Джейме отказывается от предложения отца отправиться в Утёс Кастерли и остаётся в рядах Королевской Гвардии. Квиберн по просьбе Серсеи создаёт для её брата позолоченный протез руки. Тирион послан встретить почётного гостя — представителя рода Мартеллов принца Оберина по прозвищу Красный Змей, ненавидящего Ланнистеров. Бриенна Тарт рассказывает Маргери Тирелл о том, как умер король Ренли Баратеон, а убитая горем Санса находит неожиданного союзника — разжалованного из рыцарей в шуты Донтоса Холларда, который дарит ей ожерелье своей матери. У Стены одичалые во главе с Тормундом готовятся к атаке на Чёрный замок, к ним присоединяются тенны во главе с магнаром Стиром, а Джон отчитывается перед руководством Ночного Дозора, хотя ему верит только мейстер Эйемон. За морем в Эссосе армия Дейенерис движется на Миэрин, крупнейший из работорговых городов. В Речных землях Арья и Сандор Клиган сталкиваются в трактире с солдатами Ланнистеров и убивают их, при этом Арья лишает жизни Полливера и возвращает свой меч по имени «Игла». |            |                                                   |                 |                             |                |                     |
| 32 | 2          | «Лев и Роза» «The Lion and the Rose»              | Алекс Грейвз    | Джордж Р. Р. Мартин         | 13 апреля 2014 | 6,31                |
| В Королевской Гавани проходит Пурпурная свадьба Джоффри и Маргери. Джоффри принимает от лорда Тайвина валирийский меч и рубит им подарок Тириона — старинную книгу. Тирион отсылает от себя Шаю и направляет к Джейме, которому после потери правой руки нужно заново учиться фехтовать левой, наёмника Бронна, тот даёт Джейме жёсткие уроки фехтования. На Севере Рамси Сноу вместе со своей пассией Мирандой охотится на людей и встречает отца, лорда Русе Болтона, который добрался в свои земли морем и приказывает Рамси захватить крепость Ров Кейлин. Русе Болтон посылает на Стену Локка, чтобы он втёрся в доверие к Джону Сноу и нашёл Брана и Рикона. За Стеной Бран использует свой талант варга на чардреве и вступает в контакт с трёхглазым вороном. На Драконьем Камне Станнис сжигает брата своей жены Селисы лорда Алестера Флорента. На свадебном пиру в садах Королевской Гавани королю Джоффри неожиданно становится плохо, и он умирает; Серсея обвиняет Тириона в отравлении её сына и приказывает схватить его. |            |                                                   |                 |                             |                |                     |
| 33 | 3          | «Разрушительница оков» «Breaker of Chains»        | Алекс Грейвз    | Дэвид Бениофф и Д. Б. Уайсс | 20 апреля 2014 | 6,59                |
| Донтос Холлард спасает Сансу от гнева Серсеи и доставляет к Петиру Бейлишу на судно в устье Черноводной, но Петир приказывает арбалетчику убить его. Тайвин возле тела Джоффри в Великой Септе Бейелора общается с его младшим братом Томменом и объясняет ему суть королевского правления. Серсея просит Джейме убить Тириона до суда, но тот колеблется. Понимая, что Чёрный замок небезопасен для Лилли, Сэм увозит её в Кротовый городок, где она устраивается прачкой в борделе. Тайвин приходит в бордель Королевской Гавани, чтобы предложить принцу Оберину занять место одного из судей Тириона, а также пообещать возможность «пообщаться» с Горой, убившем сестру принца. Одичалые и тенны нападают на деревню жителей Дара, оставив в живых лишь мальчика по имени Олли, чтобы тот передал в Чёрный замок, что одичалые близко. Джон Сноу предлагает перебить мятежников, засевших в доме Крастера, так как те могут рассказать одичалым, что в Чёрном Замке очень мало защитников. Давос ссорится со Станнисом и просит Ширен написать секретное письмо от имени Станниса в город Браавос. Тирион в заточении, он приказывает Подрику Пейну передать Джейме просьбу о помощи, а самому бежать прочь из Королевской Гавани. В Речных Землях местный фермер даёт приют Псу и Арье, а наутро Сандор грабит его, чем приводит Арью в ярость. Войско Дейенерис подходит к стенам Миэрина и готово начать его осаду. Даарио и остальные спутники Дейнерис вызываются выйти на поединок с сильнейшим бойцом Миэрина, Дейнерис выбирает Даарио, и тот с лёгкостью выигрывает бой. Дейенерис обращается к рабам Миэрина с предложением перейти на их сторону, обещая свободу, а катапульты по её приказу запускают в город бочки с ошейниками бывших рабов. |            |                                                   |                 |                             |                |                     |
| 34 | 4          | «Верный клятве» «Oathkeeper»                      | Мишель Макларен | Брайан Когман               | 27 апреля 2014 | 6,90                |
| В Заливе Работорговцев Серый Червь тайно проникает в Миэрин и поднимает восстание рабов, которое позволяет Дейенерис захватить город. В Королевской Гавани Джейме общается с Тирионом и Серсеей, но так и не решается на действия; вместо этого он дарит Бриенне свой валирийский меч, которому Бриенна даёт имя «Верный Клятве», и отправляет её вместе с Подриком на поиски Сансы Старк. Петир Бейлиш на борту корабля, плывущего в Долину Аррен, разговаривает с Сансой, а Оленна Тирелл в Королевской Гавани — с внучкой Маргери, каждый раскрывает свою роль в убийстве короля Джоффри. В Чёрном замке дозорные, в том числе подосланный Болтонами Локк, готовятся к сражению с одичалыми. Аллисер Торне разрешает Джону Сноу отправиться в дом Крастера, спасшиеся от Карла Гренн и Скорбный Эдд, а также подосланный Болтонами Локк присоединяются добровольцами к Джону. Бран и его спутники добираются до дома Крастера и оказываются пленниками мятежников с Карлом во главе. Мятежники, следуя примеру Крастера, отдают Белым Ходокам последнего новорождённого ребёнка; Белый Ходок на мёртвой лошади увозит его на дальний север и кладёт на алтарь. После прикосновения Короля Ночи глаза младенца становятся такими же синими, как у остальных Белых Ходоков. |            |                                                   |                 |                             |                |                     |
| 35 | 5          | «Именуемый первым» «First of His Name»            | Мишель Макларен | Дэвид Бениофф и Д. Б. Уайсс | 4 мая 2014     | 7,16                |
| В Красном замке проходит коронация Томмена. Серсея и Тайвин планируют свадьбу юного короля и Маргери Тирелл. Лорд Тайвин рассказывает, что за время Войны Пяти Королей золотые рудники на западных землях иссякли, и Ланнистерам нечем отдавать долги Железному банку Браавоса. Серсея обещает отцу выйти замуж за Лораса, так как приближение Тиреллов к короне улучшит финансовое положение. Бриенна и её новый оруженосец Подрик начинают путь на север, пытаясь поладить между собой и найти Сансу Старк. Петир Бейлиш и Санса Старк прибывают в Орлиное Гнездо. Лиза Аррен, тётя Сансы, страстно желающая скорейшей свадьбы с Петиром, в порыве чувств рассказывает, что именно она по приказу Петира отравила своего первого мужа, Джона Аррена, а в письме к Кейтлин обвинила в этом Ланнистеров. После, ослеплённая ревностью, она обвиняет Сансу в порочной связи с лордом Бейлишем. Дейенерис обсуждает планы и, вопреки советам Джораха, остаётся в Заливе Работорговцев, получив безрадостные вести из Астапора и Юнкая. Джон Сноу с братьями Ночного Дозора штурмуют дом Крастера. Во время штурма Локк пытается выкрасть Брана, но Ходор, в которого вселяется Бран, ломает Локку шею. Жойен убеждает Брана не встречаться с Джоном, так как тот не позволит продолжать путь на Север. Бран, Жойен, Мира и Ходор продолжают путь, так и не встретившись с Джоном, который с оставшимися в живых после штурма братьями сжигает дом с погибшими в бою. Вдовы Крастера отвергают приглашение отправиться в Чёрный Замок. |            |                                                   |                 |                             |                |                     |
| 36 | 6          | «Законы богов и людей» «The Laws of Gods and Men» | Алик Сахаров    | Брайан Когман               | 11 мая 2014    | 6,40                |
| Станнис и Давос прибывают в Браавос и обращаются за помощью к представителю Железного Банка Тихо Несторису. Банкир не хочет давать денег, но после самоотверженной речи Давоса меняет решение. Давос встречает в городской терме Салладора Саана и вновь привлекает его на сторону Станниса. На Севере Яра Грейджой и её люди с боем прорываются в замок Болтонов Дредфорт, где находят Вонючку-Теона на псарне; он отказывается бежать с ними, и Яра после боя с Рамси возвращается к своему кораблю, объявив, что её брата больше нет. В Миэрине Дейенерис принимает просителей — бедного пастуха, чьих коз убил дракон, и знатного господина Хиздара зо Лорака, который просит разрешения похоронить отца, казнённого по приказу Дейенерис. Дейенерис приказывает оплатить тройную стоимость убитых коз и разрешает Хиздару зо Лораку похоронить отца. В Королевской Гавани накануне суда над Тирионом Тайвин совещается с Малым советом и Джейме; последний обещает покинуть Гвардию и подчиниться отцу, если Тириону сохранят жизнь. На суде ряд свидетелей, в том числе Шая, которая всё это время скрывалась в Королевской Гавани, обвиняет Тириона в убийстве Джоффри. Тирион, вопреки ожиданиям Тайвина и Джейме, произносит пламенную речь, признаётся, что не убивал Джоффри, но жалеет, что не убил его сам, обвиняет всех в неблагодарности за спасение от Станниса в битве на Черноводной и требует испытания поединком. |            |                                                   |                 |                             |                |                     |
| 37 | 7          | «Пересмешник» «Mockingbird»                       | Алик Сахаров    | Дэвид Бениофф и Д. Б. Уайсс | 18 мая 2014    | 7,20                |
| В темнице Королевской Гавани Тирион принимает посетителей, которые могли бы выступить за него в испытании поединком. Джейме признаётся, что уже не так хорош, будучи одноруким, а Бронн подкуплен Серсеей и не собирается рисковать жизнью ради Тириона, тем более, что за Серсею будет биться огромный Григор «Гора» Клиган. В Речных землях Пёс и Арья отбивают нападение разбойников Роржа и Кусаки; рана Пса, которого Кусака укусил в шею, воспаляется, но он наотрез отказывается её прижечь из-за боязни огня. В гостинице на перекрёстке Бриенна и Подрик сталкиваются с Пирожком, и он рассказывает им, что видел Арью Старк, которая считалась погибшей, так как её не видели после казни Неда Старка. Подрик предполагает, что Арью повезут в Орлиное Гнездо, так как там живут единственные оставшиеся в живых родственники Арьи, которые могут заплатить за неё выкуп. Джон и его отряд возвращаются на Стену, где их ждёт холодный приём: Аллисер Торне и другие офицеры не прислушиваются к предложениям Джона об обороне Стены. В Миэрине Даарио пробирается в покои Дейенерис и проводит с ней ночь; наутро Дейенерис приказывает ему захватить Юнкай и убить местных господ. Джорах убеждает её не убивать господ, и она отправляет его и Хиздара зо Лорака убедить господ Юнкая подчиниться. В Орлином Гнезде Санса даёт пощёчину Робину за то, что он сломал выстроенную Сансой снежную копию Винтерфелла. Петир признаётся Сансе, что убил Джоффри в отместку за Кейтилин, и целует её. Став свидетельницей поцелуя, Лиза Аррен в приступе ревности пытается вышвырнуть свою племянницу в Лунную Дверь. Бейлиш убивает Лизу, столкнув её саму в Лунную Дверь, признавшись, что любил только её сестру Кейтилин. К Тириону приходит принц Оберин Мартелл и обещает выступить его защитником на суде поединком, чтобы отомстить «Горе» Клигану за свою сестру и её детей.                 |            |                                                   |                 |                             |                |                     |
| 38 | 8          | «Гора и Змей» «The Mountain and the Viper»        | Алекс Грейвз    | Дэвид Бениофф и Д. Б. Уайсс | 1 июня 2014    | 7,17                |
| Отряд Тормунда атакует Кротовый городок, убивая всех на своём пути, однако Лилли с ребёнком удаётся спрятаться, хотя её и находит Игритт. Братья из Чёрного Замка осознают, что они следующие. Теон Грейджой по приказу Рамси Сноу входит в занятую железнорождёнными крепость Ров Кейлин и уговаривает её защитников сдаться, обещая им помилование и свободный проход к дому, однако Рамси нарушает обещание и жестоко казнит всех. За взятие Рва Кейлин Русе Болтон делает Рамси своим законным сыном и отправляется вместе с ним и Теоном в Винтерфелл. В Орлином Гнезде знаменосцы Арренов допрашивают Мизинца о смерти Лизы Аррен. Когда в качестве свидетеля вызывают Сансу Старк, ей удаётся убедить допрашивающих, что это было самоубийство. В Миэрине сир Барристан получает письмо, некогда подписанное Робертом Баратеоном, и понимает, что Джорах Мормонт шпионил за Дейнерис в обмен на помилование в Вестеросе. Джорах признаётся, что был информатором Вариса. Разгневанная Дейнерис изгоняет его. Пёс с Арьей прибывают к Кровавым Воротам Долины Аррен, но смерть Лизы Аррен разрушает его планы по получению выкупа. В Королевской Гавани Пицель провозглашает о начале поединка между Оберином Мартеллом и Григором «Горой» Клиганом. Оберин, искусно орудуя копьём, наносит Горе несколько серьёзных ранений, в результате чего тот оказывается беспомощно лежащим на земле. Решив, что Гора уже повержен, Оберин беспечно кружит над ним и требует, чтобы перед смертью он покаялся в убийстве Элии Мартелл и рассказал, не Тайвин ли Ланнистер отдал ему такой приказ, однако Гора сбивает с ног потерявшего бдительность Оберина и, признаваясь в своей вине, раздавливает ему череп, после чего сам падает замертво. Тайвин Ланнистер приговаривает Тириона к смертной казни. |            |                                                   |                 |                             |                |                     |
| 39 | 9          | «Дозорные на Стене» «The Watchers on the Wall»    | Нил Маршалл     | Дэвид Бениофф и Д. Б. Уайсс | 8 июня 2014    | 6,95                |
| Дозорные на Стене и отряд одичалых и теннов в её окрестностях готовятся к сражению. Лилли с ребёнком удаётся вернуться в Чёрный Замок, и Сэм прячет её в погребе. Сигнал рога сообщает о приходе армии Манса — на севере горит лес. Аллисер Торне командует лучниками наверху Стены, но вынужден спуститься в замок, когда Тормунд, Стир, Игритт и их товарищи начинают штурм с южной стороны и прорываются внутрь. С северной стороны вышедшие из леса одичалые и король великанов Мег с прирученным мамонтом пытаются взломать ворота. Гренн и несколько дозорных защищают туннель за воротами от прорвавшегося внутрь Мега и погибают. Джон Сноу оставляет оборону Стены на Скорбного Эдда и убивает Стира в поединке. Игритт получает смертельное ранение от Олли и умирает на руках у Джона. Дозорным удаётся отстоять Чёрный замок и Стену, но Джон не считает победу окончательной: у Манса достаточно воинов, чтобы повторять атаку вновь и вновь. Он в одиночку отправляется через ворота на север, чтобы лично убить Короля-за-Стеной. |            |                                                   |                 |                             |                |                     |
| 40 | 10         | «Дети» «The Children»                             | Алекс Грейвз    | Дэвид Бениофф и Д. Б. Уайсс | 15 июня 2014   | 7,09                |
| Король-за-Стеной Манс принимает Джона Сноу у себя в лагере. Появляется армия Станниса Баратеона, которая разбивает войско одичалых, а Манса берут в плен. Ночной Дозор сжигает своих павших; Джон устраивает отдельное сожжение для Игритт. В Королевской Гавани Пицель осматривает Гору, лежащего без сознания, а Квиберн обещает Серсее спасти Григора, говоря при этом, что «он изменится». Серсея объявляет Тайвину, что не собирается вступать в брак с Лорасом Тиреллом, и признаётся, что действительно состояла в половой связи с братом-близнецом Джейме и все её дети от него. Джейме тайно освобождает Тириона из темницы, но Тирион вместо того, чтобы бежать, пробирается в покои Тайвина, где обнаруживает Шаю в постели отца. Он душит свою бывшую любовницу золотой цепью, а потом находит Тайвина в нужнике и убивает отца из арбалета. Тирион и Варис покидают Королевскую Гавань на корабле. В Миэрине Дейенерис принимает бывшего раба, который хочет вернуться к своему хозяину, и бедного пастуха, который принёс королеве останки своей дочери, заживо сожжённой Дрогоном. Дейенерис, поняв, что драконы слишком опасны, сажает Рейегаля и Визериона на цепь в катакомбах под городом. Бран и его спутники выходят к гигантскому чардреву, которое Бран видел в своих видениях, но на них нападают прятавшиеся под снегом мертвецы, и Жойен Рид погибает. Брана, Ходора и Миру спасает девочка в плаще из листьев — Дитя Леса, которое осыпает мертвецов огненным дождём. Они встречаются с трёхглазым вороном — глубоким стариком, сросшимся с корнями чардрева. В Долине Аррен Бриенна и Подрик сталкиваются с Псом и Арьей. В схватке Бриенна тяжело ранит Пса, но теряет из виду Арью. Пёс умоляет Арью убить его, но Арья оставляет его умирать и уходит. В порту Солеварни монета Якена Хгара и слова «валар моргулис» позволяют ей сесть на корабль, отправляющийся в Браавос. |            |                                                   |                 |                             |                |                     |

## В ролях

### Основной состав
| - Питер Динклэйдж — Тирион Ланнистер (8 эпизодов) - Николай Костер-Вальдау — Джейме Ланнистер (9 эпизодов) - Лена Хиди — Серсея Ланнистер (9 эпизодов) - Эмилия Кларк — Дейенерис Таргариен (8 эпизодов) - Кит Харингтон — Джон Сноу (8 эпизодов) - Эйдан Гиллен — Петир «Мизинец» Бейлиш (5 эпизодов) - Чарльз Дэнс — Тайвин Ланнистер (7 эпизодов) - Натали Дормер — Маргери Тирелл (6 эпизодов) - Лиам Каннингем — Давос Сиворт (4 эпизода) - Стивен Диллэйн — Станнис Баратеон (4 эпизода) - Кэрис ван Хаутен — Мелисандра (3 эпизода) - Джек Глисон — Джоффри Баратеон (3 эпизода) - Альфи Аллен — Теон Грейджой / «Вонючка» (3 эпизода) - Айзек Хэмпстед-Райт — Бран Старк (4 эпизода) | - Софи Тёрнер — Санса Старк (7 эпизодов) - Мэйси Уильямс — Арья Старк (6 эпизодов) - Джон Брэдли — Сэмвелл Тарли (7 эпизодов) - Роуз Лесли — Игритт (5 эпизодов) - Кристофер Хивью — Тормунд Великанья Смерть (5 эпизодов) - Ханна Мюррей — Лилли (3 эпизода) - Рори Макканн — Сандор «Пёс» Клиган (6 эпизодов) - Гвендолин Кристи — Бриенна Тарт (7 эпизодов) - Иван Реон — Рамси Сноу, позже Рамси Болтон (3 эпизода) - Конлет Хилл — Варис (6 эпизодов) - Джером Флинн — Бронн (4 эпизода) - Сибель Кекилли — Шая (4 эпизода) - Иэн Глен — Джорах Мормонт (7 эпизодов) |

### Приглашённые актёры
| На и за Стеной: - Оуэн Тил — Аллисер Торн (5 эпизодов) - Питер Вон — Мейстер Эймон (4 эпизода) - Брайан Форчун — Отелл Ярвик (3 эпизода) - Доминик Картер — Янос Слинт (6 эпизодов) - Бен Кромптон — Эддисон Толлетт (7 эпизодов) - Ноа Тейлор — Локк (3 эпизода) - Марк Стэнли — Гренн (7 эпизодов) - Джозеф Алтин — Пипар (6 эпизодов) - Люк Барнс — Раст (2 эпизода) - Бёрн Горман — Карл Таннер (2 эпизода) - Бренок О’Коннор — Олли (5 эпизодов) - Лу Корфилд — мадам Кротового городка (2 эпизода) - Лоис Уинстон — проститутка Кротового городка (2 эпизода) - Киаран Хайндс — Манс-Налётчик (1 эпизод) - Юрий Колокольников — Стир (4 эпизода) - Иэн Уайт — Донго (1 эпизод) - Джозеф Гатт — тенн-варг (3 эпизода) - Дейрдре Монаган — Мораг (2 эпизода) - Джейн Макграт — Сисси (2 эпизода) - Томас Броди Сангстер — Жойен Рид (4 эпизода) - Элли Кендрик — Мира Рид (4 эпизода) - Кристиан Нэрн — Ходор (4 эпизода) - Струан Роджер — Трёхглазый Ворон (1 эпизод) - Октавия Александру — Листочек (1 эпизод) - Ричард Брейк — Король Ночи (1 эпизод) - Росс Муллан — Белый Ходок (1 эпизод) На Севере: - Майкл Макэлхаттон — Русе Болтон (2 эпизода) - Элизабет Уэбстер — Уолда Болтон (1 эпизод) - Джемма Уилан — Яра Грейджой (1 эпизод) - Шарлотта Хоуп — Миранда (2 эпизода) В Долине: - Лино Фасиоль — Робин Аррен (3 эпизода) - Кейт Дики — Лиза Аррен (2 эпизода) - Руперт Ванситтарт — Йон Ройс (1 эпизод) - Паола Дионисотти — Анья Уэйнвуд (1 эпизод) - Алисдер Симпсон — Доннел Уэйнвуд (2 эпизода) | В Королевской Гавани: - Дин-Чарльз Чэпмен — Томмен Баратеон (5 эпизодов) - Джулиан Гловер — Великий мейстер Пицель (6 эпизодов) - Роджер Эштон-Гриффитс — Мейс Тирелл (4 эпизода) - Финн Джонс — Лорас Тирелл (3 эпизода) - Дайана Ригг — Оленна Тирелл (4 эпизода) - Педро Паскаль — Оберин Мартелл (7 эпизодов) - Индира Варма — Эллария Сэнд (4 эпизода) - Иэн Битти — Мерин Трант (4 эпизода) - Хафтор Юлиус Бьёрнссон — Григор Клиган (3 эпизода) - Дэниел Портман — Подрик Пейн (7 эпизодов) - Тони Уэй — Донтос Холлард (3 эпизода) - Пол Бентли — Верховный септон (3 эпизода) - Антон Лессер — Квиберн (2 эпизода) - Уилл Тюдор — Оливар (2 эпизода) - Сара Дилан — Бернадетт (1 эпизод) - Джозефина Гиллан — Марея (2 эпизода) - Пикси Ле Нот — Кайла (1 эпизод) На Драконьем Камне: - Тара Фицджеральд — Селиса Баратеон (3 эпизода) - Керри Инграм — Ширен Баратеон (3 эпизода) В Речных Землях: - Гэри Оливер — Тернесио Терис (1 эпизод) - Энди Келлегер — Полливер (1 эпизод) - Энди Бэквит — Рорж (1 эпизод) - Джерард Джордан — Кусака (1 эпизод) - Бен Хоуки — Пирожок (1 эпизод) В Браавосе: - Марк Гэтисс — Тихо Несторис (1 эпизод) - Лусиан Мсамати — Салладор Саан (1 эпизод) - Сарина Софаир — Лара (1 эпизод) В Заливе работорговцев: - Михиль Хаусман — Даарио Нахарис (5 эпизодов) - Иэн Макэлхинни — Барристан Селми (7 эпизодов) - Натали Эммануэль — Миссандея (7 эпизодов) - Джейкоб Андерсон — Серый Червь (7 эпизодов) - Джоэл Фрай — Хиздар зо Лорак (2 эпизода) - Рис Ной — Моссадор (1 эпизод) |

## Производство
2 апреля 2013 года HBO продлил сериал на четвёртый сезон.

### Команда
Дэвид Бениофф и Д. Б. Уайсс — главные сценаристы и шоураннеры четвёртого сезона. Они совместно написали сценарии для семи эпизодов. Сценарии к оставшимся трём эпизодам написаны Брайаном Когманом (2 эпизода) и автором «Песни Льда и Огня» Джорджем Р. Р. Мартином (1 эпизод).
Дебютировавшие в третьем сезоне в качестве режиссёров Бениофф и Уайсс совместно сняли премьерный эпизод, однако в титрах появился лишь Уайсс (в титрах эпизода третьего сезона появлялся только Бениофф); Алекс Грейвз вернулся в режиссёрское кресло во втором, третьем, восьмом и десятом эпизодах; Мишель Макларен сняла четвёртый и пятый эпизоды; бывший оператор сериала Алик Сахаров вернулся снять шестой и седьмой эпизоды; Нил Маршалл выступил режиссёром девятого эпизода. До этого единственным эпизодом, снятым Маршаллом для шоу, был девятый эпизод второго сезона «Черноводная».

### Кастинг
В четвёртом сезоне Гвендолин Кристи (Бриенна Тарт), Иван Реон (Рамси Сноу), Кристофер Хивью (Тормунд Великанья Смерть) и Ханна Мюррей (Лилли), которые ранее играли второстепенные роли, вошли в основной актёрский состав.
Роль принца Оберина Мартелла, прозванного Красным Змеем, была исполнена американско-чилийским актёром Педро Паскалем. Любовницу принца Оберина Элларию Сэнд сыграла Индира Варма.
Роджер Эштон-Гриффитс присоединился к актёрскому составу в роли Мейса Тирелла, лорда Хайгардена. Выбор актёра на эту роль одобрил Джордж Мартин. Марк Гэтисс сыграл Тихо Несториса, представителя Железного Банка Браавоса, которому Железный Трон должен миллионы золотом. Роль вельможи Миэрина Хиздара зо Лорака была исполнена британцем Джоэлем Фраем. Элизабет Вебстер получила роль «Толстой» Уолды Фрей, внучки Уолдера Фрея и молодой жены Русе Болтона.
Паола Дионисотти и Руперт Ванситтарт получили роли вассалов дома Аррен Аньи Уэйнвуд и «Бронзового» Йона Ройса. Русский актёр Юрий Колокольников сыграл мангара Теннов Стира. В сюжетной линии Брана Трёхглазого Ворона сыграл Струан Роджер, а Дитя Леса Листочек — Октавия Александру.
На несколько ролей в четвёртом сезоне был проведён рекастинг. Михиль Хаусман был выбран на роль Даарио Нахариса, которого в трёх эпизодах третьего сезона сыграл Эд Скрейн. Дин-Чарльз Чэпмен исполнил роль Томмена Баратеона, младшего брата короля Джоффри. В первом и втором сезонах роль Томмена исполнял Каллум Уорри. Чэпмен уже появлялся в двух эпизодах третьего сезона («Стезя страданий» и «Поцелованная огнём») в роли Мартина Ланнистера. Хафтор Бьёрнссон получил роль сира Григора Клигана по прозвищу «Гора, заменив Иэна Уайта, который исполнял эту роль во втором сезоне.
После перерыва к своим ролям вернулись Оуэн Тил (Аллисер Торн), Кейт Дики (Лиза Аррен), Доминик Картер (Янос Слинт), Тони Уэй (Донтос Холлард), Энди Бэквит (Рорж), Джерард Джордан (Кусака), Энди Келлегер (Полливер), Лино Фасиоль (Робин Аррен) и Брайан Форчун (Отелл Ярвик).

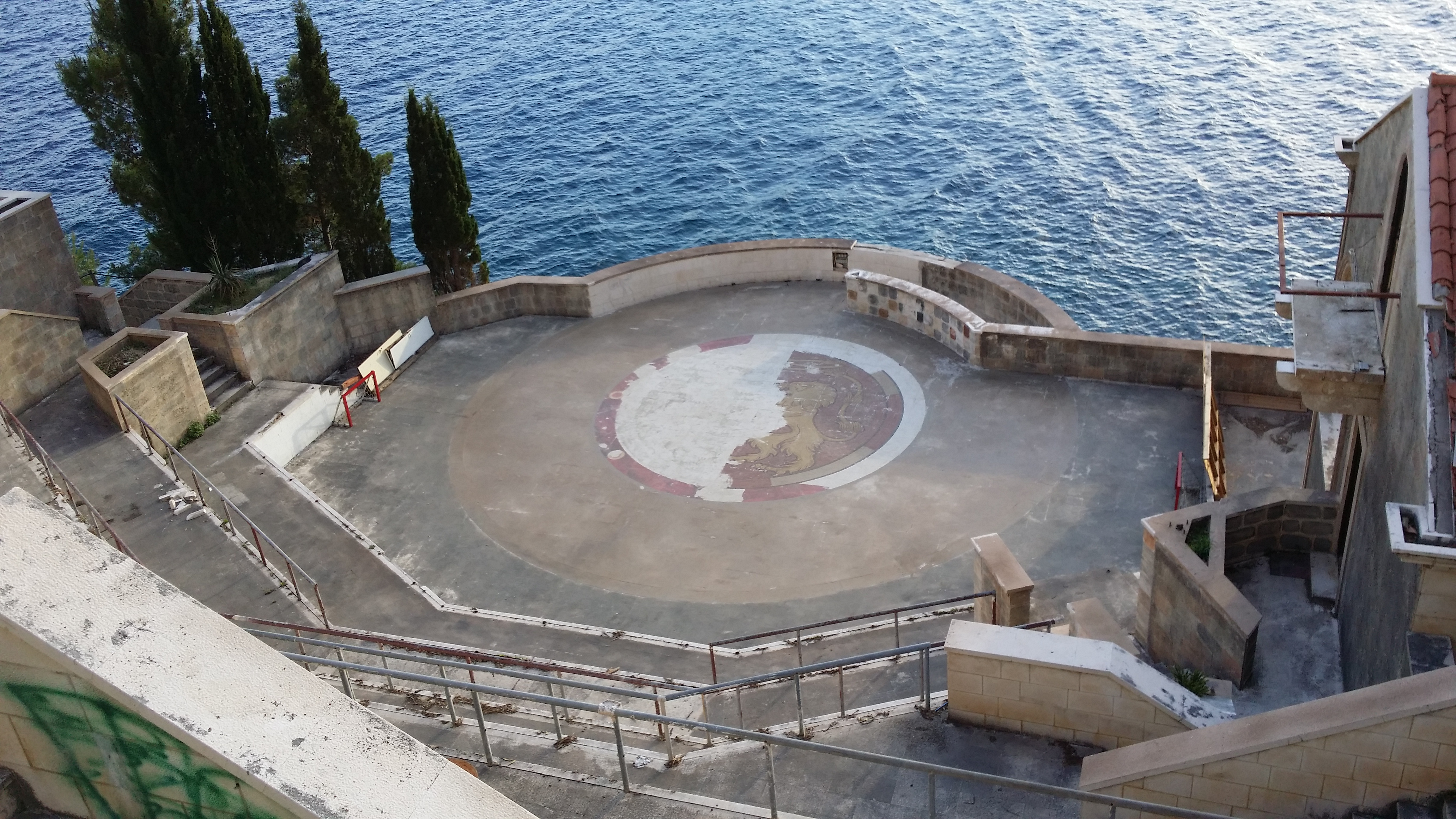
Место сражения оберина и горы в 8 серии 4 сезона <<дубровник хорватия>>

### Съёмки
Съёмки сезона начались 8 июля 2013 года в Северной Ирландии, продолжились в Исландии и Дубровнике. Новыми местами съёмок в Хорватии стали дворец Диоклетиана в Сплите, крепость Клис к северу от Сплита, карьер Перун к востоку от Сплита, гора Мосор и Башка-Вода к югу от Сплита. Съёмки завершились 21 ноября 2013 года.

### Музыка
Исландская пост-рок группа Sigur Rós появляется во втором эпизоде как группа музыкантов, играющая на королевской свадьбе. Это продолжило традицию приглашать небезызвестные инди-группы, начатую во втором сезоне с группы The National и продолженную в третьем сезоне группой The Hold Steady.
Саундтрек к четвёртому сезону выпущен 1 июля 2014 года.

## Реакция

### Отзывы критиков
Четвёртый сезон положительно оценен большинством критиков. Тем не менее, сцена из третьего эпизода, когда Джейме Ланнистер насилует свою сестру и любовницу в Великой Септе Бейелора, стала объектом критики. В романе Серсея даёт устное согласие на половой акт, в то время как в телесериале она этого не делает. Финальный эпизод также был раскритикован фанатами за отсутствие событий из эпилога «Бури мечей», которые, как ожидалось, будут завершающими в сезоне.
На Metacritic четвёртому сезону были даны 94 балла из 100, что основано на 29 отзывах, отражающих «всеобщие признание».

### Награды
На 30-й церемонии премии TCA, сериал был номинирован за лучшие достижения в драме и на программу года. На 4-й церемонии премии Выбора телевизионных критиков, сериал был номинирован за лучший драматический сериал, а Дайана Ригг получила номинацию как лучшая приглашённая звезда в драматическом сериале. На 66-й церемонии премии «Эмми», сериал получил 19 номинаций, включая лучший драматический сериал, Питер Динклэйдж был номинирован как лучший актёр второго плана в драматическом сериале, Лина Хиди как лучшая актриса в драматическом сериале, Дайана Ригг как лучшая приглашённая актриса в драматическом сериале, Дэвид Бениофф и Д. Б. Уайсс за лучший сценарий драматического сериала за «Детей», и Нил Маршалл за лучшую режиссуру драматического сериала за «Дозорных на Стене». На 67-й церемонии премии Гильдии сценаристов США, сериал был номинирован как лучший драматический сериал, а Джордж Р. Р. Мартин был номинирован за лучшую эпизодическую драму за «Льва и Розу». На 21-й церемонии премии Гильдии киноактёров США, актёрский состав был номинирован за лучший актёрский состав в драматическом сериале, а сериал выиграл премию за лучший каскадёрский состав. На 72-й церемонии премии «Золотой глобус», сериал был номинирован за лучший телевизионный сериал — драма. На 67-й церемонии премии Гильдии режиссёров Америки, Алекс Грейвз был номинирован за лучшую режиссуру драматического сериала за эпизод «Дети».

## Выход на DVD и Blu-Ray
| Игра престолов: Полный четвёртый сезон | | | | | |
| Информация об издании | Информация об издании | Дополнительный контент | Дополнительный контент | Дополнительный контент | Дополнительный контент |
| - 10 эпизодов - Набор из 5 дисков - Формат изображения 16:9 - Форматы: AC-3, Blu-ray, DTS Surround Sound, Dubbed, NTSC, Subtitled, Widescreen - Звуковые дорожки: английская, французская, кастильская, испанская, чеченская, венгерская, польская - Английские, французские, голландские, датские, финские, норвежские, шведские и немецкие субтитры | - 10 эпизодов - Набор из 5 дисков - Формат изображения 16:9 - Форматы: AC-3, Blu-ray, DTS Surround Sound, Dubbed, NTSC, Subtitled, Widescreen - Звуковые дорожки: английская, французская, кастильская, испанская, чеченская, венгерская, польская - Английские, французские, голландские, датские, финские, норвежские, шведские и немецкие субтитры | - 30-минутный документальный фильм о съёмках битвы за Стеной, сопутствующих им проблемах работы с материалом и пр. - «Политика власти» — рекап событий третьего сезона с целью объяснить положение королевской власти в начале четвёртого - «Падшие: Круглый стол» — 30-минутный ролик с участием сценариста Брайана Когмана и некоторых актёров, рассказывающий о том, каково это умереть в мире Игры престолов. - Аудиозапись обсуждения Дэвида Бениоффа, Д. Б. Уайсса и Джорджа Мартина о роли бастардов в Семи Королевствах - Удалённые сцены - Аудиокомментарии Дэвида Бениоффа, Д. Б. Уайсса, Джорджа Мартина, Софи Тёрнер, Мэйси Уилльямс, Педро Паскаля, Эйдана Гиллена и др. - «Мифы и легенды» (только на Blu-Ray) - Встроенное руководство, которая сообщает зрителю информацию о персонажах, местах и исторические сведения во время просмотра эпизода (только на Blu-Ray) | - 30-минутный документальный фильм о съёмках битвы за Стеной, сопутствующих им проблемах работы с материалом и пр. - «Политика власти» — рекап событий третьего сезона с целью объяснить положение королевской власти в начале четвёртого - «Падшие: Круглый стол» — 30-минутный ролик с участием сценариста Брайана Когмана и некоторых актёров, рассказывающий о том, каково это умереть в мире Игры престолов. - Аудиозапись обсуждения Дэвида Бениоффа, Д. Б. Уайсса и Джорджа Мартина о роли бастардов в Семи Королевствах - Удалённые сцены - Аудиокомментарии Дэвида Бениоффа, Д. Б. Уайсса, Джорджа Мартина, Софи Тёрнер, Мэйси Уилльямс, Педро Паскаля, Эйдана Гиллена и др. - «Мифы и легенды» (только на Blu-Ray) - Встроенное руководство, которая сообщает зрителю информацию о персонажах, местах и исторические сведения во время просмотра эпизода (только на Blu-Ray) | - 30-минутный документальный фильм о съёмках битвы за Стеной, сопутствующих им проблемах работы с материалом и пр. - «Политика власти» — рекап событий третьего сезона с целью объяснить положение королевской власти в начале четвёртого - «Падшие: Круглый стол» — 30-минутный ролик с участием сценариста Брайана Когмана и некоторых актёров, рассказывающий о том, каково это умереть в мире Игры престолов. - Аудиозапись обсуждения Дэвида Бениоффа, Д. Б. Уайсса и Джорджа Мартина о роли бастардов в Семи Королевствах - Удалённые сцены - Аудиокомментарии Дэвида Бениоффа, Д. Б. Уайсса, Джорджа Мартина, Софи Тёрнер, Мэйси Уилльямс, Педро Паскаля, Эйдана Гиллена и др. - «Мифы и легенды» (только на Blu-Ray) - Встроенное руководство, которая сообщает зрителю информацию о персонажах, местах и исторические сведения во время просмотра эпизода (только на Blu-Ray) | - 30-минутный документальный фильм о съёмках битвы за Стеной, сопутствующих им проблемах работы с материалом и пр. - «Политика власти» — рекап событий третьего сезона с целью объяснить положение королевской власти в начале четвёртого - «Падшие: Круглый стол» — 30-минутный ролик с участием сценариста Брайана Когмана и некоторых актёров, рассказывающий о том, каково это умереть в мире Игры престолов. - Аудиозапись обсуждения Дэвида Бениоффа, Д. Б. Уайсса и Джорджа Мартина о роли бастардов в Семи Королевствах - Удалённые сцены - Аудиокомментарии Дэвида Бениоффа, Д. Б. Уайсса, Джорджа Мартина, Софи Тёрнер, Мэйси Уилльямс, Педро Паскаля, Эйдана Гиллена и др. - «Мифы и легенды» (только на Blu-Ray) - Встроенное руководство, которая сообщает зрителю информацию о персонажах, местах и исторические сведения во время просмотра эпизода (только на Blu-Ray) |
| Даты выхода на DVD | | | | | |
| Регион 1 | Регион 1 | Регион 2 | Регион 2 | Регион 4 | Регион 4 |
| 17 февраля 2015 года | 17 февраля 2015 года | 16 февраля 2015 года | 16 февраля 2015 года | 18 февраля 2015 года | 18 февраля 2015 года |